# Buntu Bayu
Buntu Bayu is een bestuurslaag in het regentschap Simalungun van de provincie Noord-Sumatra, Indonesië. Buntu Bayu telt 2995 inwoners (volkstelling 2010).